# Signorelli (motorfiets)
Signorelli is een historisch merk van motorfietsen.
Ditta Signorelli, Torino (1928-1930).
Italiaans merk dat in zijn korte bestaan een klein aantal 173cc-tweetaktmachines bouwde.